# Hans-Ludwig-Neumann-Preis
Die Hans-Ludwig-Neumann-Preis wird von der Astronomischen Gesellschaft für hervorragende fachdidaktische Arbeiten zum Astronomieunterricht in der Schule vergeben. Der Preis ist mit 1500 Euro dotiert und kann alle zwei Jahre verliehen werden. Er ist nach Hans Ludwig Neumann benannt.

## Preisträger
- 1996: Hans Junker, Cölbe
- 1998: Lutz Laepple, Baindt
- 2000: Klaus Lindner, Leipzig
- 2002: Michael Winkhaus, Wuppertal
- 2007: Cecilia Scorza de Appl, Heidelberg
- 2011: Olaf Fischer, Heidelberg
- 2016: Michael Geffert, Bonn
- 2022: Manuel Vogel, Spaichingen
- 2024: Oliver Schwarz, Siegen